# Diospyros tutcheri
Diospyros tutcheri là một loài thực vật có hoa trong họ Thị. Loài này được Dunn mô tả khoa học đầu tiên năm 1913.